# Eurysphindus hirtus
Eurysphindus hirtus is een keversoort uit de familie slijmzwamkevers (Sphindidae). De wetenschappelijke naam van de soort werd in 1878 gepubliceerd door John Lawrence LeConte.